# Ялатов, Виктор Иванович
Виктор Иванович Елатов (10 августа 1923, Баку — 1 сентября 1980) — белорусский музыковед-фольклорист. Доктор искусствоведения (1978).
Окончил Азербайджанскую консерваторию (1955). С 1955 года в Институте искусствоведения, этнографии и фольклора АН Беларуси. Исследовал образ, ритм, мелодику белорусской народной музыки. Автор книг «От песни к песни» (1961), «Образу основы белорусской народной музыки» (1964), «Ритмические основы белорусской народной музыки» (1966), «Мелодические основы белорусской народной музыки» (1970), «по Следам одного ритма» (1974), «Песни восточнославянского сообщества» (1977). Составитель музыкальной части 7-томного академического издания «Белорусское народное творчество»: «Песни советского времени» (1970), «Родовая поэзия» (1971), «Детский фольклор» (1972), «Жатвенные песни» (1974), «Весенние песни» (1979), «Валачобныя песни» (1980), «Осенние и толочные песни» (1981).
Лауреат Государственной премии Беларуси (1986).